# I Am (어스, 윈드 & 파이어의 음반)
《I Am》은 1979년 6월 9일, ARC/컬럼비아 레코드에서 발매된 미국의 밴드 어스, 윈드 & 파이어의 아홉 번째 스튜디오 음반이다. 이 음반은 《빌보드》 톱 솔 음반 차트에서 1위, 빌보드 200 차트에서 3위로 올랐다. 《I Am》은 미국에서 미국 음반 산업 협회로부터 더블 플래티넘, 영국에서 영국 축음기 협회로부터 플래티넘, 그리고 뮤직 캐나다로부터 플래티넘 인증을 받았다.

## 개요
《I Am》은 모리스 화이트에 의해 제작되었다. 이모션스와 밴드의 스티브 루카서와 같은 아티스트들도 이 음반에 게스트로 참여했다.

## 평가
| 전문가 평가         | 전문가 평가  |
| 평가 점수           | 평가 점수    |
| 출처                | 점수         |
| ------------------- | ------------ |
| AllMusic            | [ 7 ]        |
| New York Times      | (favorable)  |
| Gannett             | (favourable) |
| Village Voice       | B            |
| Rolling Stone       | (mixed)      |
| Los Angeles Times   | (favourable) |
| Creem Magazine      | (favourable) |
| Baltimore Sun       | (favourable) |
| Stereo Review       | (favourable) |
| The Morning Call    | (favourable) |
| New York Daily News | (favourable) |

《볼티모어 선》의 에릭 시거는 《I Am》을 "결함 없이 제작되었다"고 묘사했다. 시거는 "이 음반은 호른과 스트링 섹션, 신시사이저, 콩가, 칼림바를 특징으로 하며 소재는 스트레이트 부기부터 소울풀한 발라드까지 다양하다. 서정적으로, 몇몇 곡들은 아쉬운 점을 남기기도 하지만, 어스, 윈드 & 파이어는 음악성이 너무 날카롭고 활기차서 단어들이 그다지 중요하지 않은 것처럼 보이는 그룹 중 하나이다."

## 곡 목록
| #  | 제목                        | 작사·작곡                                   | 재생 시간 |
| -- | --------------------------- | ------------------------------------------- | --------- |
| 1. | 〈In the Stone〉            | 모리스 화이트, 앨리 윌리스, 데이비드 포스터 | 4:48      |
| 2. | 〈Can't Let Go〉            | 빌리 마이어스, 화이트, 윌리스               | 3:28      |
| 3. | 〈After the Love Has Gone〉 | 포스터, 제이 그레이든, 빌 챔플린            | 3:35      |
| 4. | 〈Let Your Feelings Show〉  | 화이트, 윌리스, 포스터                      | 5:24      |

| #  | 제목                                   | 작사·작곡                      | 재생 시간 |
| -- | -------------------------------------- | ------------------------------ | --------- |
| 5. | 〈Boogie Wonderland (Feat. 이모션스)〉 | 존 린드, 윌리스                | 4:48      |
| 6. | 〈Star〉                               | 에디 델 바리오, 화이트, 윌리스 | 4:23      |
| 7. | 〈Wait〉                               | 화이트, 윌리스, 포스터         | 3:39      |
| 8. | 〈Rock That!〉                         | 화이트, 포스터                 | 3:07      |
| 9. | 〈You and I〉                          | 화이트, 윌리스, 포스터         | 3:34      |

## 인증
| 국가                       | 인증        | 판매량/출하량 |
| -------------------------- | ----------- | ------------- |
| 캐나다 (뮤직 캐나다)       | 플래티넘    | 100,000^      |
| 네덜란드 (NVPI)            | 플래티넘    | 100,000^      |
| 영국 (BPI)                 | 플래티넘    | 300,000^      |
| 미국 (RIAA)                | 2× 플래티넘 | 2,000,000^    |
| ^출하량을 기반으로 한 인증 |             |               |